# Symbiotes
Symbiotes is een geslacht van kevers uit de familie zwamkevers (Endomychidae). De wetenschappelijke naam van de soort werd in 1849 gepubliceerd door Ludwig Redtenbacher. De typesoort Symbiotes latus werd bij Wenen verzameld door de heer Miller.